# Вальтер Ціммерман
Вальтер Ціммерманн (нім. Walter Max Zimmermann; 9 травня 1892, Валльдюрн — 30 червня 1980, Тюбінген) — німецький ботанік.

## Життєпис
Народився 9 травня 1892 року в Валльдюрн. Мав відразу 4 дипломи, бо успішно навчався в чотирьох університетах: Фрайбурзькому, Берлінському, Мюнхенському університетах і в Технологічному інституті в Карлсруе. З 1919 по 1925 рік викладав у Фрейбургскому університеті, а з 1925 по 1960 рік — в Тюбінгенському університеті. У 1930 році був обраний професором Тюбінгенського університету.
Основні праці по систематиці, географії і філогенії рослин, еволюційної морфології, палеоботаніці, теорії еволюції. Розробив теломну теорію будови наземних рослин і принцип гологеніі (філогенез розглядається як перетворення онтогенетичних циклів, що становлять безперервний ланцюг).
Помер 30 червня 1980 року в Тюбінгені.

## Наукові роботи
- 1930 — Сформулював теломну теорію походження судинних рослин і принцип гологенії.
- 1930 — Для копалин флор застосував статистичний метод, що дозволив з'ясувати кількісні взаємовідносини деревних порід в копалин рослинних формаціях і провести аналогію з існуючими нині взаємовідносинами.
- Приділяв особливу увагу еволюції ознак, а не еволюції таксонів.